# Атлантис (спејс-шатл)
Спејс-шатл Атлантис (ознака орбиталног возила: OV-104) је пензионисано возило орбитер спејс-шатла које припада НАСА-и, свемирској агенцији Сједињених Држава за летове у свемир и истраживање свемира. Атлантис је произвела компанија Rockwell International у Јужној Калифорнији и испоручен је Свемирском центру Кенеди у источној Флориди у априлу 1985. Атлантис је четврти оперативни и претпоследњи изграђени спејс-шатл. Његов први лет био је STS-51-J од 3. до 7. октобра 1985.
Атлантис је кренуо на своју 33. и последњу мисију, уједно и последњу мисију спејс-шатла, STS-135, 8. јула 2011. Очекивало се да ће мисија STS-134 спејс-шатла Ендевор бити последњи лет пре него што је STS-135 одобрен у октобру 2010. STS-135 је искористио обраду за мисију STS-335 Лансирање по потреби која би била неопходна да је посада STS-134 остала заробљена у орбити. Атлантис је последњи пут слетео у Свемирски центар Кенеди 21. јула 2011.
До краја своје последње мисије, Атлантис је обишао Земљу укупно 4.848 пута, прешавши скоро 126.000.000 mi (203.000.000 km), што је више од 525 пута већа удаљеност од Земље до Месеца.
Атлантис је добио име по РВ Атлантис, двојарболном једрењаку који је био главни истраживачки брод за Океанографски институт Вудс Хол од 1930. до 1966. године.
Спејс-шатл је сада изложен у Комплексу за посетиоце Свемирског центра Кенеди.

## Прекретнице у изградњи
| Датум               | Прекретница                                                                             |
| ------------------- | --------------------------------------------------------------------------------------- |
| 29. јануар 1979.    | Додела уговора компанији Rockwell International's Space Transportation Systems Division |
| 30. март 1980.      | Почетак структуралне монтаже модула за посаду                                           |
| 23. новембар 1981.  | Почетак структуралне монтаже задњег дела трупа                                          |
| 13. јун 1983.       | Крила стижу у Палмдејл, Калифорнија, из Грумана                                         |
| 2. децембар 1983.   | Почетак финалне монтаже                                                                 |
| 10. април 1984.     | Финална монтажа завршена                                                                |
| 6. март 1985.       | Излазак из Палмдејла                                                                    |
| 3. април 1985.      | Копнени транспорт од Палмдејла до Ваздухопловне базе Едвардс                            |
| 13. април 1985.     | Испорука Свемирском центру Кенеди.                                                      |
| 12. септембар 1985. | Проба спремности за лет                                                                 |
| 3. октобар 1985.    | Прво лансирање (STS-51-J)                                                               |

## Спецификације
- Тежина (са три главна мотора шатла): 68.635 kg (151.314 lb)
- Дужина: 372 m (1.220 ft)
- Висина: 172 m (564 ft)
- Распон крила: 237 m (778 ft)
- Атлантис је завршен за отприлике половину времена потребног за изградњу Колумбија спејс шатла.[7]
- Када је изашао из фабрике за монтажу у Палмдејлу, тежак 68.635 kg (151.314 lb), Атлантис је био скоро 35 short tons (32 t) лакши од Колумбије

## Мисије
Спејс-шатл Атлантис је полетео на свој први лет STS-51-J 3. октобра 1985. Ово је била друга мисија шатла посвећена Министарству одбране. Летео је још једну мисију, STS-61-B (друго ноћно лансирање шатла), пре него што је катастрофа Чаленџера привремено приземљила флоту шатлова 1986. Међу пет спејс-шатлова који су летели у свемир, Атлантис је извео наредну мисију у најкраћем времену након претходне мисије (време обраде) када је лансиран у новембру 1985. на STS-61-B, само 50 дана након претходне мисије, STS-51-J у октобру 1985. Атлантис је затим коришћен за десет летова од 1988. до 1992. Два од њих, оба изведена 1989. године, лансирала су планетарне сонде Магелан ка Венери (на STS-30) и Галилео ка Јупитеру (на STS-34). Са мисијом STS-30, Атлантис је постао први спејс-шатл који је лансирао међупланетарну сонду.
Током лансирања мисије STS-27 1988. године, комад изолације се одвојио од десног чврстог ракетног појачивача и ударио у доњу страну возила, тешко оштетивши преко 700 плочица и потпуно уклонивши једну. Посади је наређено да користи систем даљинског манипулатора да испита стање доње стране десног крила, где су на крају утврдили значајна оштећења плочица. Због поверљиве природе мисије, једине слике пренете контролном центру мисије биле су шифроване и изузетно лошег квалитета. Особље контролног центра мисије сматрало је да је оштећење „светла и сенке“ и наложило је посади да настави са мисијом као и обично, што је разбеснело многе чланове посаде. Након слетања, Атлантис је постао највише оштећен шатл који је успешно слетео. Преживљавање посаде приписује се челичној плочи антене L опсега која је била постављена директно испод недостајуће плочице. Слична ситуација ће на крају довести до губитка шатла Колумбија 2003. године, иако на критичнијем ојачаном карбон-карбону.
Током мисије STS-37 1991. године, Атлантис је лансирао Комптон гама опсерваторију. Почевши од 1995. са STS-71, Атлантис је извео седам узастопних летова до бивше руске свемирске станице Мир као део програма Шатл-Мирprogram. STS-71 је означио низ првих у људском свемирском лету: 100. амерички свемирски лет са посадом; прво америчко пристајање шатла на руску свемирску станицу Мир и заједничке операције у орбити; и прва промена посаде шатла у орбити. Када су били повезани, Атлантис и Мир су заједно чинили највећу свемирску летелицу у орбити у то време.
Атлантис је доставио неколико виталних компоненти за изградњу Међународне свемирске станице (МСС). Током мисије STS-98 у фебруару 2001. до МСС-а, Атлантис је доставио модул Дестини, главни оперативни објекат за америчка истраживања на МСС-у. Трећа свемирска шетња од пет сати и 25 минута коју су извели астронаути Роберт Кербим и Томас Дејвид Џонс током STS-98 означила је 100. ванбродску активност НАСА-е у свемиру. Здружена ваздушна комора Квест је донета и инсталирана на МСС од стране Атлантиса током мисије STS-104 у јулу 2001. Успешна инсталација ваздушне коморе омогућила је посадама свемирске станице да изводе свемирске шетње за поправке и одржавање изван МСС-а користећи америчка ЕМУ или руска Орлан одела. Прва мисија коју је Атлантис извео након катастрофе спејс-шатла Колумбија била је STS-115, изведена у септембру 2006. Мисија је носила сегменте решетке П3/П4 и соларне панеле на МСС. На лету за монтажу МСС-а STS-122 у фебруару 2008, Атлантис је доставио лабораторију Колумбус на МСС. Лабораторија Колумбус је највећи појединачни допринос МСС-у који је направила Европска свемирска агенција (ЕСА).
У мају 2009. Атлантис је одвео седмочлану посаду до Хабл свемирског телескопа за његову Сервисну мисију 4, STS-125. Мисија је била успешна, а посада је завршила пет свемирских шетњи у укупном трајању од 37 сати како би инсталирала нове камере, батерије, жироскоп и друге компоненте на телескоп. Ово је била последња мисија која се није састала са МСС.
Најдужа мисија коју је Атлантис извео била је STS-117, која је трајала скоро 14 дана у јуну 2007. Током STS-117, посада Атлантиса је додала нови десни сегмент носача и пар соларних панела (носач С3/С4), склопила П6 низ у припреми за његово премештање и извела четири свемирске шетње. Атлантис није био опремљен да користи Систем за пренос енергије са станице на шатл, тако да мисије нису могле бити продужене коришћењем енергије коју је обезбеђивала МСС.
Током интервјуа након лета STS-129 16. новембра 2009, директор лансирања шатла Мајк Лајнбах рекао је да је Атлантис званично надмашио Спејс-шатл Дискавери по рекордном броју привремених извештаја о проблемима, са укупно само 54 наведена од повратка са STS-125. Лајнбах је додао: „То је захваљујући тиму и обради хардвера. Само су урадили сјајан посао. Рекорд вероватно никада више неће бити оборен у историји програма Спејс-шатла, па им честитам.“ Лајнбах је дао сличан извештај током интервјуа након лансирања 14. маја 2010, рекавши да је било укупно 46 наведених од STS-129 до STS-132.

## Периоди одржавања орбитера
Атлантис је прошао кроз два ремонта заказаних периода одржавања орбитера (ОМДП) током своје оперативне историје.
Атлантис је стигао у Палмдејл, Калифорнија у октобру 1992. за ОМДП-1. Током те посете извршено је 165 модификација у наредних 20 месеци. Оне су укључивале инсталацију кочног падобрана, нове цевоводе за конфигурисање орбитера за продужено трајање, побољшано управљање носним точком, више од 800 нових топлотних плочица и прекривача, нову изолацију за главни стајни трап и структуралне модификације на конструкцији. 5. новембра 1997, Атлантис је поново стигао у Палмдејл за ОМДП-2 који је завршен 24. септембра 1998. 130 модификација извршених током ОМДП-2 укључивало је стаклене кокпит дисплеје, замену TACAN навигације са GPS-ом и инсталацију ваздушне коморе и система за пристајање на МСС. Извршено је неколико модификација за смањење тежине на орбитеру, укључујући замену Advanced Flexible Reusable Surface Insulation (AFRSI) изолационих прекривача на горњим површинама са FRSI. Инсталирана су лагана седишта за посаду, а пакет Extended Duration Orbiter (EDO) инсталиран на ОМДП-1 је уклоњен како би се Атлантис олакшао и боље служио својој главној мисији сервисирања МСС-а.
Током периода мировања након несреће Колумбије, Атлантис је прошао кроз преко 75 модификација на орбитеру, од веома малих замена вијака до замена прозора и различитих система за флуиде.
Атлантис је међу радном снагом шатла био познат по томе што је био склонији проблемима од осталих у флоти које је требало решавати током припреме возила за лансирање, што је довело до тога да су га неки назвали „Бритни“.

## Повлачење из употребе
НАСА је првобитно планирала да повуче Атлантис из службе 2008. године, пошто би орбитер требало да прође свој трећи заказани ОМДП; временски оквир коначног пензионисања флоте шатлова био је такав да се сматрало да је обављање овог посла на орбитеру неекономично. Планирано је да се Атлантис одржава у стању близу летног како би се користио као извор резервних делова за Дискавери и Ендевор. Међутим, са значајним планираним распоредом летова до 2010. године, донета је одлука да се продужи време између ОМДП-ова, омогућавајући Атлантису да се задржи за операције. Атлантис је касније замењен за један лет сваког од Дискаверија и Ендевора у манифесту летова. Атлантис је завршио оно што је требало да буде његов последњи лет, STS-132, пре краја програма шатла, али је продужење програма Шатл у 2011. довело до тога да је Атлантис изабран за STS-135, последњу мисију Спејс-шатла у јулу 2011.
Атлантис је тренутно изложен у Комплексу за посетиоце Свемирског центра Кенеди. Администратор НАСА-е Чарлс Болден објавио је одлуку на догађају за запослене одржаном 12. априла 2011. године, поводом 30. годишњице првог лета шатла: „Прво, овде у Свемирском центру Кенеди, одакле су почеле све мисије шатла и толико других историјских људских свемирских летова, изложићемо мог старог пријатеља, Атлантис“.
Комплекс за посетиоце излаже Атлантис са отвореним вратима товарног простора, постављеним под углом од 43,21° како би се створио утисак да је у орбити око Земље. Угао монтаже одаје почаст одбројавању које је претходило сваком лансирању шатла у KSC-у. Вишеспратна дигитална пројекција Земље ротира иза орбитера у затвореном објекту површине 5.900 m2 (64.000 sq ft). Постављање темеља за објекат обављено је 2012. године.
Изложба је отворена 29. јуна 2013.

## Посаде
Укупно 207 појединаца летело је са спејс-шатлом Атлантис током његових 33 мисије. Пошто је шатл понекад превозио чланове посаде који су долазили и одлазили са Мира и МСС-а, нису сви од њих полетели и слетели са Атлантисом.
Астронаут Клејтон Андерсон, астронаут ЕСА-е Леополд Ејартс и руски космонаути Николај Бударин и Анатолиј Соловјов само су полетели са Атлантисом. Слично томе, астронаути Данијел Тани и Сунита Вилијамс, као и космонаути Владимир Дежуров и Генадиј Стрекалов само су слетели са Атлантисом. Само 146 мушкараца и жена је и полетело и слетело на Атлантис.
Неки од тих људи летели су са Атлантисом више пута. Узимајући њих у обзир, укупно 203 седишта је било попуњено током 33 мисије Атлантиса. Астронаут Џери Л. Рос држи рекорд по броју летова на Атлантису са пет.
Астронаут Родолфо Нери Вела који је летео на мисији STS-61-B 1985. једини је Мексиканац који је путовао у свемир. Астронаут ЕСА-е Дирк Д. Фримут који је летео на STS-45 као специјалиста за терет био је први Белгијанац у свемиру. Специјалиста за мисију STS-46 Клод Николије био је први астронаут из Швајцарске. На истом лету, астронаут Франко Малерба постао је први грађанин Италије који је путовао у свемир.
Астронаут Мајк Масимино који је летео на мисији STS-125 постао је прва особа која је користила Твитер у свемиру у мају 2009.
Летећи на Атлантису као део посаде STS-132 у мају 2010. и на Дискаверију као део посаде STS-133 у фебруару/марту 2011, Стивен Бовен постао је први НАСА астронаут који је лансиран на узастопним мисијама.

## Списак летова
| #  | Датум               | Ознака   | Лансирна рампа | Место слетања              | Трајање                                 | Пређена раздаљина           | Напомене |
| -- | ------------------- | -------- | -------------- | -------------------------- | --------------------------------------- | --------------------------- | --- |
| 1  | 3. октобар 1985.    | STS-51-J | 39A            | Ваздухопловна база Едвардс | 4 дана, 1 сат, 44 минута, 38 секунди    | 1.682.641 mi (2.707.948 km) | Прва мисија Атлантиса; мисија посвећена Министарству одбране. Лансирао два сателита DSCS-III (Defense Satellite Communications System) у стационарну орбиту. |
| 2  | 26. новембар 1985.  | STS-61-B | 39A            | Ваздухопловна база Едвардс | 6 дана, 21 сат, 4 минута, 49 секунди    | 2.466.956 mi (3.970.181 km) | Лансирана три комуникациона сателита: MORELOS-B, AUSSAT-2 и SATCOM KU-2 |
| 3  | 2. децембар 1988.   | STS-27   | 39B            | Ваздухопловна база Едвардс | 4 дана, 9 сати, 5 минута, 37 секунди    | 1.812.075 mi (2.916.252 km) | Мисија посвећена Министарству одбране. Лансирао сателит Lacrosse 1, за америчку Националну извиђачку канцеларију (NRO) и Централну обавештајну агенцију (CIA). Плочице система топлотне заштите Атлантиса су претрпеле неуобичајено тешка оштећења током лета; забележено је преко 700 оштећених плочица, а једна плочица је недостајала. |
| 4  | 4. мај 1989.        | STS-30   | 39B            | Ваздухопловна база Едвардс | 4 дана, 0 сати, 56 минута, 28 секунди   | 1.477.500 mi (2.377.800 km) | Лансирао сонду Магелан ка Венери. |
| 5  | 18. октобар 1989.   | STS-34   | 39B            | Ваздухопловна база Едвардс | 4 дана, 23 сата, 39 минута, 20 секунди  | 1.800.000 mi (2.900.000 km) | Лансирао сонду Галилео ка Јупитеру. |
| 6  | 28. фебруар 1990.   | STS-36   | 39A            | Ваздухопловна база Едвардс | 4 дана, 10 сати, 18 минута, 22 секунде  | 1.837.962 mi (2.957.913 km) | Мисија посвећена Министарству одбране. STS-36 је лансирао један сателит за који се верује да је био Misty извиђачки сателит. |
| 7  | 15. новембар 1990.  | STS-38   | 39A            | KSC                        | 4 дана, 21 сат, 54 минута, 31 секунда   | 2.045.056 mi (3.291.199 km) | Мисија посвећена Министарству одбране. Лансирао USA-67 за који се верује да је био тајни Magnum ELINT (ELectronic INTelligence) сателит за прикупљање података. |
| 8  | 5. април 1991.      | STS-37   | 39B            | Ваздухопловна база Едвардс | 5 дана, 23 сата, 32 минута, 44 секунде  | 2.487.075 mi (4.002.559 km) | Лансирао Комптон гама опсерваторију (GRO), другу од Великих опсерваторија након прве успешне непланиране ЕВА у програму Шатла за постављање антене за податке GRO-а. |
| 9  | 2. август 1991.     | STS-43   | 39A            | KSC                        | 8 дана, 21 сат, 21 минут, 25 секунди    | 3.700.400 mi (5.955.200 km) | Лансирао TDRS-5 (TDRS-E). |
| 10 | 24. новембар 1991.  | STS-44   | 39A            | Ваздухопловна база Едвардс | 6 дана, 22 сата, 50 минута, 44 секунде  | 2.890.067 mi (4.651.112 km) | Мисија посвећена Министарству одбране. Некласификовани терет укључивао је Defense Support Program (DSP) сателит лансиран првог дана лета. |
| 11 | 24. март 1992.      | STS-45   | 39A            | KSC                        | 8 дана, 22 сата, 9 минута 28 секунди    | 3.274.946 mi (5.270.515 km) | Носио прву Атмосферску лабораторију за апликације и науку (ATLAS-1). ATLAS-1 опремљен са 12 инструмената спроводио је студије атмосферске хемије, соларне радијације, физике свемирске плазме и ултраљубичасте астрономије. |
| 12 | 31. јул 1992.       | STS-46   | 39A            | KSC                        | 7 дана, 23 сата, 15 минута, 3 секунде   | 3.321.007 mi (5.344.643 km) | Лансирао Tethered Satellite System (TSS), заједнички експеримент НАСА/Италијанска свемирска агенција. Сателит је достигао максималну висину од 860 ft (260 m) уместо 125 mi (201 km), због заглављеног кабла. European Retrievable Carrier (EURECA) сателит је лансиран за Европску свемирску агенцију (ESA). |
| 13 | 3. новембар 1994.   | STS-66   | 39B            | Ваздухопловна база Едвардс | 10 дана, 22 сата, 34 минута, 2 секунде  | 4.554.791 mi (7.330.226 km) | Носио Атмосферску лабораторију за апликације и науке – 3 (ATLAS-03) за проучавање енергије сунца и како она утиче на климу и животну средину Земље. Поред тога, STS-66 је укључивао лансирање и враћање Криогеног инфрацрвеног спектрометарског телескопа за атмосферу (CRISTA) за истраживање варијабилности атмосфере и обезбеђивање мерења. |
| 14 | 27. јун 1995.       | STS-71   | 39A            | KSC                        | 9 дана, 19 сати, 22 минута, 17 секунди  | 4.100.000 mi (6.600.000 km) | Прво пристајање Шатла на свемирску станицу Мир. 100. амерички свемирски лет са посадом. Атлантис је превезао два космонаута Анатолија Соловјова и Николаја Бударина на Мир и вратио астронаута Нормана Тагарда и космонауте Владимир Дежуров и Генадиј Стрекалов. Заједничка америчко-руска посада вршила је истраживања из области науке о животу на СПЕЈСЛАБ/Мир. |
| 15 | 12. новембар 1995.  | STS-74   | 39A            | KSC                        | 8 дана, 4 сата, 31 минут, 42 секунде    | 3.400.000 mi (5.500.000 km) | Носио модул за пристајање на Мир и пристао на модул Кристал. Током три дана комбинованих операција шатла и Мира, посада Атлантиса је пренела воду, залихе, опрему и два нова соларна панела за унапређење Мира. |
| 16 | 22. март 1996.      | STS-76   | 39B            | Ваздухопловна база Едвардс | 9 дана, 5 сати, 16 минута, 48 секунди   | 3.800.000 mi (6.100.000 km) | Састанак са Миром, укључујући пренос посаде Шенон Лусид. STS-76 је означио први лет SPACEHAB модула под притиском за подршку пристајању Шатла-Мир. Свемирски шетачи Линда М. Годвин и Мајкл Р. Клифорд извели су прву америчку ванбродску активност (ЕВА) око две спојене летелице. |
| 17 | 16. септембар 1996. | STS-79   | 39A            | KSC                        | 10 дана, 3 сата, 19 минута, 28 секунди  | 3.900.000 mi (6.300.000 km) | Састанак са Миром, укључујући пренос посаде Шенон Лусид и Џон Блаха. Прва мисија шатла на потпуно завршен Мир у његовој коначној конфигурацији. STS-79 је означио други лет SPACEHAB модула у подршци активностима Шатл-Мир и први лет конфигурације SPACEHAB двоструког модула. |
| 18 | 12. јануар 1997.    | STS-81   | 39B            | KSC                        | 10 дана, 4 сата, 56 минута, 30 секунди  | 3.900.000 mi (6.300.000 km) | Састанак са Миром, укључујући пренос посаде Џона Блахе и Џери Линенџер. Носио је SPACEHAB двоструки модул и током пет дана пристајања са Миром, посаде су преносиле воду и залихе. |
| 19 | 15. мај 1997.       | STS-84   | 39A            | KSC                        | 9 дана, 5 сати, 20 минута, 47 секунди   | 3.600.000 mi (5.800.000 km) | Састанак са Миром, укључујући пренос посаде Џерија Линенџера и Мајкл Фоал. Носио је SPACEHAB двоструки модул. |
| 20 | 25. септембар 1997. | STS-86   | 39A            | KSC                        | 10 дана, 19 сати, 22 минута, 12 секунди | 4.225.000 mi (6.799.000 km) | Састанак са Миром, укључујући пренос посаде Мајкла Фоала и Дејвид А. Волф. Врхунци STS-86 укључивали су пет дана пристајања и прву заједничку америчко-руску свемирску шетњу током мисије шатла коју су извели космонаут Владимир Г. Титов и астронаут Скот Е. Паразунски. |
| 21 | 19. мај 2000.       | STS-101  | 39A            | KSC                        | 9 дана, 21 сат, 10 минута, 10 секунди   | 5.076.281 mi (8.169.482 km) | Мисија снабдевања Међународне свемирске станице са залихама донетим помоћу SPACEHAB двоструког модула и SPACEHAB палете за интегрисани терет. Астронаути Џејмс С. Вос и Џефри Н. Вилијамс извели су свемирску шетњу, а Атлантис је подигао орбиту МСС-а. |
| 22 | 8. септембар 2000.  | STS-106  | 39B            | KSC                        | 11 дана, 19 сати, 12 минута, 15 секунди | 4.919.243 mi (7.916.754 km) | Мисија снабдевања Међународне свемирске станице. STS-106 је користио SPACEHAB двоструки модул и Интегрисани носач терета (ICC) за доношење залиха на МСС. Мисија је укључивала две свемирске шетње. |
| 23 | 7. фебруар 2001.    | STS-98   | 39A            | Ваздухопловна база Едвардс | 12 дана, 21 сат, 21 минут               | 5.369.576 mi (8.641.495 km) | Мисија монтаже Међународне свемирске станице (носио и монтирао лабораторијски модул Destiny). Изведене су три свемирске шетње, укључујући 100. у америчком програму људских свемирских летова, да би се завршила монтажа. |
| 24 | 12. јул 2001.       | STS-104  | 39B            | KSC                        | 12 дана, 18 сати, 36 минута, 39 секунди | 5.309.429 mi (8.544.698 km) | Мисија монтаже Међународне свемирске станице (носио и монтирао ваздушну комору Quest). Астронаути Мајкл Л. Гернхарт и Џејмс Ф. Рајли извели су три свемирске шетње док је Атлантис био прикључен на МСС. STS-104 је била прва мисија шатла која је летела са „Блок II“ SSME. |
| 25 | 8. април 2002.      | STS-110  | 39B            | KSC                        | 10 дана, 19 сати, 43 минута, 48 секунди | 4.525.299 mi (7.282.763 km) | Мисија монтаже Међународне свемирске станице (носио и монтирао сегмент носача S0) који чини окосницу структуре носача на МСС. STS-110 је доставио Мобилни транспортер (МТ). Изведене су четири свемирске шетње у подршци изградњи МСС-а. |
| 26 | 7. октобар 2002.    | STS-112  | 39B            | KSC                        | 10 дана, 19 сати, 58 минута, 44 секунде | 4.513.015 mi (7.262.994 km) | Мисија монтаже Међународне свемирске станице (носио и монтирао сегмент носача S1). Атлантис је доставио Crew Equipment Translation Aid (CETA). Астронаути Дејвид А. Волф и Пирс Џ. Селерс извели су три свемирске шетње. Камера монтирана на спољни резервоар шатла снимила је успон у орбиту. Ово је био први пут да је такав снимак забележен. |
| 27 | 9. септембар 2006.  | STS-115  | 39B            | KSC                        | 11 дана, 19 сати, 6 минута, 35 секунди  | 4.910.288 mi (7.902.343 km) | Снабдевање и изградња Међународне свемирске станице (сегменти носача P3 и P4, соларни панели 2А и 4А и батерије). STS-115 је била прва мисија монтаже на МСС након [[Катастрофа спејс-шатла Колумбија\|катастрофе Колумбије]. Изведене су укупно три свемирске шетње, током којих је посада повезала системе на инсталираним носачима, припремила их за постављање и обавила друге радове на одржавању МСС-а.                                                                       |
| 28 | 8. јун 2007.        | STS-117  | 39A            | Ваздухопловна база Едвардс | 13 дана, 20 сати, 12 минута, 44 секунде | 5.809.363 mi (9.349.263 km) | Снабдевање и изградња Међународне свемирске станице (сегменти носача S3 и S4 и сет соларних панела) Лансирање STS-117 означило је 250. орбитални људски свемирски лет. STS-117 је довео члана посаде Експедиције 15 Клејтон Андерсон на МСС, и вратио се са Сунита Вилијамс. |
| 29 | 7. фебруар 2008.    | STS-122  | 39A            | KSC                        | 12 дана, 18 сати, 21 минут, 50 секунди  | 5.296.842 mi (8.524.441 km) | Изградња Међународне свемирске станице (лабораторија Колумбус). STS-122 је носио астронаута ЕСА-е Леополд Ејартс, француског инжењера лета који представља ЕСА на МСС, и вратио инжењера лета Експедиције 16 Данијел М. Тани на Земљу. Три свемирске шетње извели су специјалисти мисије Рекс Џ. Валхајм и Стенли Г. Лав. |
| 30 | 11. мај 2009.       | STS-125  | 39A            | Ваздухопловна база Едвардс | 12 дана, 21 сат, 37 минута, 9 секунди   | 5.276.000 mi (8.491.000 km) | Последња мисија сервисирања Хабл свемирског телескопа 4. Атлантис је носио два нова инструмента на Хабл свемирски телескоп, Cosmic Origins Spectrograph и Wide Field Camera 3. Мисија је заменила Fine Guidance Sensor, шест жироскопа и два модула батеријских јединица. Мисија је укључивала пет свемирских шетњи у укупном трајању од 37 сати. STS-125 је носио IMAX камеру за документовање напретка мисије.                                                                    |
| 31 | 16. новембар 2009.  | STS-129  | 39A            | KSC                        | 10 дана, 19 сати, 16 минута, 13 секунди | 4.490.138 mi (7.226.177 km) | Снабдевање и изградња Међународне свемирске станице (ELC-1/ELC-2). STS-129 је био први лет ExPRESS Logistics Carrier-а и фокусирао се на постављање резервних компоненти изван свемирске станице. Мисија је укључивала три свемирске шетње. |
| 32 | 14. мај 2010.       | STS-132  | 39A            | KSC                        | 11 дана, 18 сати, 29 минута, 09 секунди | 4.879.978 mi (7.853.563 km) | Изградња Међународне свемирске станице (Мини-истраживачки модул 1 и теретна палета, Integrated Cargo Carrier-Vertical Light Deployable (ICC-VLD)). Мисија је укључивала три свемирске шетње. |
| 33 | 8. јул 2011.        | STS-135  | 39A            | KSC                        | 12 дана, 18 сати, 28 минута, 50 секунди | 5.284.862 mi (8.505.161 km) | Снабдевање Међународне свемирске станице коришћењем Raffaello вишенаменског логистичког модула и лаког вишенаменског носача (LMC). Покварени модул амонијачне пумпе који је замењен у августу 2010. вратио се унутар товарног простора Атлантиса. Ово је била последња мисија спејс-шатла Атлантис и последња мисија програма Спејс-шатл. STS-135 је летео са посадом од четири астронаута; смањена величина посаде омогућила је спасавање редовним мисијама Сојуз ако је потребно. |

## Проблеми

### Композитни судови под притиском са омотачем
НАСА је 2007. објавила да су 24 резервоара са хелијумом и азотом у Атлантису старији од пројектованог века трајања. Ови композитни судови под притиском са омотачем (COPV) су пројектовани за животни век од 10 година и касније одобрени за додатних 10 година; они су премашили овај век 2005. године. НАСА је саопштила да више не може гарантовати да се судови на Атлантису неће пробити или експлодирати под пуним притиском. Отказивање ових резервоара могло је оштетити делове орбитера, па чак и ранити или убити особље на земљи. Отказивање суда под притиском у лету могло је чак довести до губитка орбитера и његове посаде. Анализе НАСА-е су првобитно претпостављале да ће судови цурети пре него што пукну, али нови тестови су показали да би заправо могли пукнути пре него што почну да цуре.
Пошто оригинални добављач више није пословао, а нови произвођач није могао бити квалификован пре 2010. године, када је било предвиђено повлачење шатлова, НАСА је одлучила да настави операције са постојећим резервоарима. Због тога, да би се смањио ризик од отказивања и кумулативни ефекти оптерећења, судови су одржавани на 80 одсто радног притиска што је касније могуће у одбројавању за лансирање, а лансирна рампа је очишћена од свега осим неопходног особља када је притисак повећан на 100 одсто. Нова процедура лансирања примењена је током неких од преосталих лансирања Атлантиса, али је решено када су два COPV-а за које се сматрало да имају највећи ризик од отказивања замењена.

### Оштећење прозора
Након мисије STS-125, откривено је да је дугме радног светла заглављено у простору између једног од предњих унутрашњих прозора Атлантиса и структуре командне табле орбитера. Сматрало се да је дугме ушло у тај простор током лета, када се орбитер под притиском проширио до максималне величине. Затим, када се вратио на Земљу, орбитер се скупио, заглављујући дугме. Остављање „таквог какво је“ сматрало се несигурним за лет, а неке опције за уклањање (укључујући замену прозора) би укључивале одлагање следеће мисије Атлантиса (планиране за STS-129) за 6 месеци. Да уклањање дугмета није успело, најгори сценарио је био да би Атлантис могао бити повучен из флоте, остављајући Дискавери и Ендевор да сами заврше манифест. 29. јуна 2009. Атлантис је стављен под притисак од 17 psi (120 kPa) (3 psi изнад амбијенталног), што је присилило орбитер да се благо прошири. Дугме је затим замрзнуто сувим ледом и успешно уклоњено. Откривена су мала подручја оштећења на прозору где су се ивице дугмета утиснуле у стакло. Накнадна истрага оштећења прозора открила је максималну дубину дефекта од приближно 00.003 in (76.000 µm), што је мање од прага за извештавање од 00.015 in (380.000 µm) и није довољно озбиљно да би захтевало замену стакла.

## Галерија
|                                                        | | |                                                                                      |  |
| Полетање првог лета Атлантиса и мисије STS-51-J        | Лансирање свемирске сонде Магелан ка Венери на STS-30                                              | Поглед на доњу страну Атлантиса током STS-117 док се приближавао Међународној свемирској станици и изводио Маневар нагиба за састанак | Атлантис слеће у Свемирски центар Кенеди након STS-122                               |  |
|                                                        | | |                                                                                      |  |
| Атлантис носи сегмент носача С1 на мисији STS-112      | Атлантис и његова посада STS-125 крећу ка Земљиној орбити и састанку са Хабл свемирским телескопом | Спејс-шатл Атлантис након што се одвојио од Међународне свемирске станице 17. септембра 2006.                                         | Спејс-шатл Атлантис слеће 1997. године, на крају мисије STS-86                       |  |
|                                                        | | |                                                                                      |  |
| Атлантис на врху Авион носач шатла 1998. године        | Поглед одозго на Атлантис док се налази на врху мобилне лансирне платформе пре STS-79              | Слика Атлантиса одозго током STS-115, коју је снимио члан посаде Експедиција 13 на Међународној свемирској станици                    | Хабл свемирски телескоп у Атлантису током мисије STS-125                             |  |
|                                                        | | |                                                                                      |  |
| Последње лансирање Атлантиса на почетку мисије STS-135 | Последње слетање Атлантиса на крају мисије STS-135                                                 | Церемонија добродошлице за Атлантис одржана у Постројење за обраду орбитера након мисије STS-135                                      | Атлантис на својој коначној изложби у Комплекс за посетиоце Свемирског центра Кенеди |  |

### Почасти и ознаке мисија
| НАСА почаст за спејс-шатл Атлантис | НАСА почаст за спејс-шатл Атлантис | НАСА почаст за спејс-шатл Атлантис | НАСА почаст за спејс-шатл Атлантис | НАСА почаст за спејс-шатл Атлантис | НАСА почаст за спејс-шатл Атлантис | НАСА почаст за спејс-шатл Атлантис |
| Ознаке мисија за летове Атлантиса  | Ознаке мисија за летове Атлантиса  | Ознаке мисија за летове Атлантиса  | Ознаке мисија за летове Атлантиса  | Ознаке мисија за летове Атлантиса  | Ознаке мисија за летове Атлантиса  | Ознаке мисија за летове Атлантиса  |
| ---------------------------------- | ---------------------------------- | ---------------------------------- | ---------------------------------- | ---------------------------------- | ---------------------------------- | ---------------------------------- |
|                                    |                                    |                                    |                                    |                                    |                                    |                                    |
| STS-51-J                           | STS-61-B                           | STS-61-G*                          | STS-61-J*                          | STS-27                             | STS-30                             | STS-34                             |
|                                    |                                    |                                    |                                    |                                    |                                    |                                    |
| STS-36                             | STS-38                             | STS-37                             | STS-43                             | STS-44                             | STS-45                             | STS-46                             |
|                                    |                                    |                                    |                                    |                                    |                                    |                                    |
| STS-66                             | STS-71                             | STS-74                             | STS-76                             | STS-79                             | STS-81                             | STS-84                             |
|                                    |                                    |                                    |                                    |                                    |                                    |                                    |
| STS-86                             | STS-101                            | STS-106                            | STS-98                             | STS-104                            | STS-110                            | STS-112                            |
|                                    |                                    |                                    |                                    |                                    |                                    |                                    |
| STS-115                            | STS-117                            | STS-122                            | STS-125                            | STS-129                            | STS-132                            | STS-135                            |

* Мисија отказана након катастрофе Чаленџера.

## У медијима
- Филм SpaceCamp из 1986. приказује посаду студената у United States Space Camp који су случајно лансирани у свемир на Атлантису.
- Роман Земља Дејвида Брина из 1990. укључује Атлантис, приказан насукан на Рапа Нуи у част серијализованог романа Shuttle Down Г. Харија Стајна, објављеног 1980.
- Атлантис се појављује у научно-фантастичном филму Дубоки удар из 1998, у којем се користи за транспорт астронаута до орбиталне летелице „Месија“ на почетку њихове мисије пресретања комете.
- Атлантис се такође појављује и бива уништен у научно-фантастичном филму Армагедон из 1998, који је објављен скоро два месеца након Дубоког удара.
- Атлантис је место радње и наслов епизоде 2 прве сезоне наставка ТВ серије Quantum Leap, која приказује фиктивну мисију смештену између стварних мисија из 1997. и 2000. године (STS-86 и STS-101).
- Атлантис је приказан у британској емисији Chucklevision у епизоди "Kidnapped", у којој су Пол и Бери Чакл тражили Дена комби, али их је једна дама упутила на спејс-шатл Атлантис; коришћен је снимак са STS-45.
- Спејс-шатл са два пераја инспирисан Атлантисом појавио се у аниме филму Metal Fight Beyblade vs the Sun: Sol Blaze, the Scorching Hot Invader из 2010.